# Орельское (Харьковская область)
Орельское (укр. Орільське) — село,
Владимировский сельский совет,
Сахновщинский район,
Харьковская область.
Код КОАТУУ — 6324881503. Население по переписи 2001 года составляет 238 (108/130 м/ж) человек.

## Географическое положение
Село Орельское находится на правом берегу реки Орелька,
выше по течению примыкает к селу Веселое (Лозовский район),
ниже по течению на расстоянии в 3 км расположено село Старовладимировка,
на противоположном берегу — село Надеждино (Лозовский район).
Русло реки частично используется под Канал Днепр — Донбасс.
Рядом проходит автомобильная дорога Т-2109.

## История
- 1870 — дата основания.

В 1946 г. Указом ПВС УССР село Жабуновка переименовано в Орельское.

## Экономика
- Фермерское хозяйство «БЕЛИК».

## Объекты социальной сферы
- Дом культуры. Сгорел в 2008 году.